# Sportovní hokejový klub mládeže Baník Hodonín
Le Sportovní hokejový klub mládeže Baník Hodonín est un club de hockey sur glace de Hodonín en Tchéquie. Il évolue en 2. liga, troisième échelon tchèque.

## Historique
Le club est créé en 2001.

## Palmarès
- Aucun titre.